# Benoît Huot
Pour les personnes ayant le même patronyme, voir Huot.
Benoît Huot, né le 24 janvier 1984, est un nageur handisport canadien du Québec. Il est multi-champion paralympique et détenteur de plusieurs records du monde.

## Biographie
Huot est né avec un handicap au pied droit appelé "pied bot". Enfant, il a dû subir plusieurs interventions chirurgicales et faire plusieurs années de physiothérapie pour lui rendre l’usage partiel de son pied. C'est lors de cette  longue réadaptation qu'il découvre la natation et qu'elle devient pour lui une passion. Huot participe à ses premières compétitions de natation à l’âge de 10 ans.

## 1998
En 1998, lors des Championnats Canadiens tenus à Sherbrooke, il se qualifie pour faire partie de l’Équipe canadienne de natation handisport. Peu de temps après, toujours en 1998, il fait ses débuts sur la scène internationale et remporte deux médailles d’or et quatre médailles d’argent aux Championnats mondiaux du Comité international paralympique.

## 2000
Il participe aux Jeux paralympiques de Sydney avec trois autres médailles d'or et trois d'argent.

## 2004
Aux Jeux paralympiques d'Athènes il établit trois nouveaux records mondiaux et gagne cinq médailles d'or et une argent. 

## 2007
Benoit huot va faire un début en étant ambassadeur pour Right To Play qui sera rester jusqu'en 2013

## 2008
Moins chanceux lors des Jeux Paralympiques de Beijing, il souffre d'un virus et doit se consoler avec quatre médailles de bronze.

## 2012
En 2012, établissant un nouveau record du monde, il gagne une médaille d'or au 200 mètres quatre nages aux Jeux paralympiques de Londres,. De plus, il remporte une médaille d'argent au 400 mètres libre S10 et une médaille de bronze au 100 mètres dos hommes S10. Puis, dû à ses exploits, Benoit Huot a été le porte-drapeau du Canada lors de la cérémonie de fermeture des Jeux paralympiques de Londres après avoir gagné au total de sa carrière 19 médailles paralympiques jusqu’à maintenant.

## 2013
Championnat du monde du IPC de Montréal où il gagne la médaille d’or au 200 mètres QNI à seulement 0,33 de seconde de son record du monde établi un an auparavant aux Jeux paralympiques.

## 2014
Championnats pan-pacifiques de paranatation où il a participé et il a gagné une médaille d’or au 200m QNI et une d'argent au 100m dos.

## 2015
Aux Jeux parapanaméricains, il a remporté la médaille d’or au 400 m libre et l’argent au 200 m QNI, au 100 m dos et au relais de 34 points 4×100 m libre
Il a également remporté trois médailles aux championnats du monde IPC à Glasgow en Écosse une d’argent au 200 m QNI et au 400 m libre, et une bronze au 100 m dos.

## 2016
IL a atteint le podium trois fois dans les épreuves multicatégories lors des Essais olympiques et de paranatation 2016 à Rio. Puis, il a remporté le 400 m libre avec un temps le classant du 2e au monde dans la catégorie S10 et s’est qualifié pour sa cinquième équipe paralympique. Il a terminé 2e au 200 m QNI et au 100 m dos.
En 2016, Benoit Huot a remporté le prix du Président de Natation Canada après ses prouesses aux jeux paralympiques.

## 2017
Aux Championnats Can-Am de paranatation, Benoit a remporté la médaille d’or au 200 m QNI.
Puis, il est nommé pour la 11ième fois parageur de l’année par Natation Canada (2006, 2008, 2010-2013, 2015)

## 2018
Benoit Il a été nommé chef de mission du Canada pour les Jeux du Commonwealth de 2022 à Birmingham, en Angleterre. Ensuite, a été chef de mission adjoint aux Jeux du Commonwealth de 2018 à Gold Coast, en Australie.

## 2019
Benoit Huot décide de ranger son speedo et de prendre sa retraite à l’âge de 37 ans et détenteur de 20 médailles paralympique.

## 2021
Il reçoit un prix de la personnalité sportive de la décennie lors du 48e gala sports Québec

## Palmarès
Plus de 40 médailles remportées en natation réparties sur cinq Jeux paralympiques, trois Jeux du Commonwealth, trois Jeux parapanaméricains et six Championnats mondiaux.
Il est récipiendaire de la Médaille de l'Assemblée nationale en 2000 ainsi que de la Médaille d'honneur de l'Assemblée nationale du Québec en 2004

## Surnom
Les supporteurs canadiens le dénomment le requin. Ceci pour sa  puissance et sa vitesse dans l’eau.
«Il faut continuer de conscientiser la population au fait que les sports paralympiques, c'est de la haute performance, absolument pas de la participation. Pour y arriver, il faut utiliser les athlètes comme modèles. Nous avons la mission de partager notre passion, de passer le message.» Benoît Huot

## Vie personnelle
Huot fait des études en communications à l’Université du Québec à Montréal (UQAM). Ses études et ses entraînements (au Centre sportif de l'UQAM) lui laissent peu de temps libre. Puis en 2019, c'est la naissance de sa première fille du nom de Mila

## Vol
Le 27 juillet 2014, Huot se fait cambrioler dans sa résidence de Longueuil. Et parmi le butin se trouvent sept de ses médailles, dont une médaille d'or. L'athlète lance alors un appel au public dimanche après-midi sur Twitter. L'idée de ne plus revoir ses médailles lui donne « mal au cœur », avance-t-il. «Ces médailles-là, c'est une vie d'investissements dans une passion. Ce sont des heures et des heures de travail pour aller les chercher », a-t-il laissé tomber en entrevue.
Comme sa maison est en rénovation, l'athlète ne s'y trouvait pas lorsqu'elle a été cambriolée durant la nuit de samedi à dimanche. Le Service de police de Longueuil poursuit son enquête.

### Fondation et visibilités paralympique
Les athlètes paralympiques ont souvent été moins bien représentés. Que ce soit au niveau de leur rémunération ou de leur diffusion, ils ont souvent été dans l’ombre. Depuis quelques années, la situation de ces athlètes c’est grandement amélioré. Benoit Huot, détenteur de 20 médailles d’or, n’a pas touché d’argent pour ses victoires, alors qu'un athlète olympique aurait reçu environ 315 000$. Benoit Huot  a travaillé trois ans avec la fondation et a marqué les esprits après sa glorieuse carrière de nageur en militant pour les athlètes paralympiques. Il y a non seulement le manque de rémunération, mais il y a un manque de visibilité, un manque de reconnaissance et un manque de commandite. Benoit Huot à créer sa propre fondation portant son nom qui apporte de l’aide aux enfants handicapé qui pratique des sports et offre un soutien financier à ces enfants. Il est ambassadeur de Right To Play, une fondation venant en aide aux enfants en difficulté.